# バーサーカー (セイバーヘーゲン)
『バーサーカー』（Berserker）は、フレッド・セイバーヘーゲンの代表作のSF小説シリーズである。
異星の殺戮機械「バーサーカー」と人類との戦いを描く。「バーサーカー」の名は北欧神話の（人間の）狂戦士ベルセルク (berserkr、英語では berserker) を由来として人類側が命名したという設定である。

## ストーリー
遥か太古、一つの大きな目を持ったヒューマノイド型種族《創造者》が、レッド・レースという敵対種族を根絶やしにするため、自己増殖と進化を繰り返し、生あるものをすべて滅ぼすことを至上命令としてプログラムした殺戮機械軍団を生み出す。この軍団の暴走により両種族が絶滅する形で戦争は終結した。その後、恒星間文明を築き上げた人間は、その殺戮機械軍団の襲撃を受ける。
人類によって「バーサーカー」と名付けられたその軍団は、あらゆる形で人類の存亡を賭けた闘争が繰り広げた。

## 《バーサーカー》
バーサーカーは、太古の星間戦争の際に作られた、「すべての生命を抹殺する」とプログラミングされた自律型殺戮自己複製宇宙機であり、大きさも形態も多様である。 最も一般的なバーサーカーは、装甲を備えた大型の球状星間宇宙船で、自己複製工場を備えており、多数の偵察機、歩兵、その他の兵器を生産することができる。内部に収められた寿命の長い放射性同位体の無作為な原子崩壊によって決定された予測不可能な戦略・戦術をとる。
バーサーカーは自身に対して協力的な生命を「グッドライフ」と呼ぶ。バーサーカーはあらゆる生命を抹殺するのが目的だが、人間（または他の有機生命体）の裏切り者または協力者の命だけは殺さず見逃す。短編『グッドライフ』では幼い頃に捕らえた子どもに対し、彼自身とその父母のみが「グッドライフ」であり、それ以外の全ての生命は「バッドライフ」だと教育し育て上げた。
一つの大きな目を持ったヒューマノイド型種族《創造者》がレッド・レースを滅ぼすために作られたということ以外は、バーサーカーの歴史について殆ど知られていない。
後のシリーズには反バーサーカーのバーサーカーであるQwib-qwibが登場した。

### 武装・装備
- 自己複製能力 - 巨大な球体型のバーサーカー本体に備えた工場で複製する。
- 思考妨害ビーム - 人間や電子頭脳の計画や予測する能力を阻害する。約2時間以上連続の使用はできない。
- ボードゲーム - チェッカーを簡素化したボードゲーム。思考妨害ビームで知能を退行させた相手を計測するために使用した。
- Cプラス(超光速)アクティベーター
- 生物兵器
- 洗脳技術
- 鎖型、金属の蝶型、カニ型のロボット

## 登場する種族

### 《創造者》
《創造者》はバーサーカーを創造し、後にバーサーカーによって滅ぼされたという以外ほとんど知られていない古代の種族。セイバーヘーゲンは以下のように説明している。
「《創造者》自身の非常に強力な兵器であるバーサーカーは、映像と音声の録音というわずかな不明瞭な記録しか残していなかった。これらの映像では目が一つしかないという例外を除き、ソラリア人(地球人)のような姿をしており、細身で骨ばった肉体を記録していた。《創造者》の種族は目が単一の器官であり、上面全体にはっきりと伸びており、明るく膨らんだ瞳孔が急速に戻っていた"。」
「古代の《創造者》の映像資料のほとんどでは、バーサーカーの《創造者》はどれほどエレガントに強化されたとしても、オレンジ色に光る簡素な画像以上のものではなかった。後に、オレンジ色と明るさはある種の衣服であることをソラリア人達は知った。露出した肌、顔、4本指の手は鈍い黄色い色だった。。」

### カーンパ
カーンパは忍耐強く平和的な地球外種族。彼らの文化は論理、理性、平和主義、哲学といった傾向が強い。人類にできる限り協力しているが、それは非武装の形である。戦闘能力は持たないが、星を越えて他の衆生と話すテレパシー能力などバーサーカーがスパイできない特別なコミュニケーション能力を持っている。ED（Earth Descended）ソラリアンズへの最も効果的な支援は、将来の出来事に関する情報を提供できる「確率的な予言」である。 この予言は非常に負担が大きく、カーンパの死を引き起こすことさえある。
彼らの体は機械のように記述されているが、生命体でもあり、したがってバーサーカーの殺戮プログラムのターゲットでもある。 そのため、彼らは人類と同盟を結んでいる。
短編集では作品の幕間に、銀河での生活とバーサーカーとの闘いを記録しようとするカーンパ種族「第三編史官」から見た視点が挿入されている。

### 人類
「Earth Descended」の人間、または「ソラリアン」と呼ばれるホモ・サピエンス。バーサーカーに対抗するのに十分な攻撃力を持つ唯一の知覚種族。
バーサーカーは、宇宙に進出した人類の文明をひどく脅かし、数十億の人間や他のよりエキゾチックな種を一掃した。 バーサーカーの技術は、既知の人間社会の技術よりもはるかに高度であった。生存者はバラバラになり、バーサーカーに対して団結して戦う能力に欠けていた。人類は多くの場合強力な艦隊をまとめ上げたが、政治的および文化的な派閥間抗争によってその艦隊の効果を鈍らせてしまうこともあり、皮肉なことに彼らの機械の敵であるバーサーカーの力を促進した。

### レッド・レース
レッドレースはもう1つの古代種族であり、彼らの絶滅がバーサーカーの創造における《創造者》の目的だったこと以外はほとんど知られていない。

## 主な登場人物

### バーサーカー 赤方偏移の仮面
ヨハン・カールセン
太陽系防衛軍最高司令官。ノガラ皇帝の異母弟。バーサーカーとの戦いに幾度も勝利を収めてきた。
フェリーペ・ノガラ
エステール帝国皇帝。カールセンの異母兄。
ミッチェル・スペイン
軍人。詩人。

### バーサーカー 皆殺し軍団
デロン・オードガード
タイムトラベルが可能な特殊環境を持った惑星サーゴルの惑星防衛軍士官。時間作戦で非凡な能力を発揮し、軍上層部から注目を集め、作中で中尉から大佐に昇進する。惑星サーゴルの住民は『赤方偏移の仮面』と同時代の同惑星への地球人類の移民団がタイムリープに巻き込まれ、記憶を全て失った状態で二万数千年前の同惑星に転移され、石器時代から文明を再構築した後に地球人類と再会したという設定である。

## 人類側のテクノロジー
- Cプラス(超光速)宇宙船
- Cプラス・カノン砲 -船から射出された後、搭載されたCプラス・エンジンで加速されマイクロタイマーで通常空間の間を跳躍しながら進んでいく。速度によって質量の増大した巨大な弾丸は標的に近づいてはじめて姿を現わす。

## 書籍リスト
- Berserker（1967） 『バーサーカー 赤方偏移の仮面』(1980) - 1963年–1966年に発表された短編による連作短編集。
- Brother Berserker（1969） 『バーサーカー 皆殺し軍団』(1973) - 1967年に『Galaxy Science Fiction』誌に発表された作品の長編化。
- The Ultimate Enemy（1979） 『バーサーカー 星のオルフェ』(1990) - 1968年–1977年に発表された短編による連作短編集。
- Berserker Wars (1981) - 短編集。邦訳未単行本化の「鋼鉄の殺戮者」The Adventure of the Metal Murderer (短編集書き下ろし、1999年『SFマガジン』訳出) 収録。
- Berserker Throne (1985) - 短編集。
- Berserker Blue Death (1985)
- Berserker Base (1985) - ゲスト作家によるアンソロジー。セイバーヘーゲンは各短編間の幕間を書いた。
- Berserker Attack (1987) - 短編集。
- Berserker’s Planet (1991)
- Berserker Lies (1991) - 短編集。
- Berserker Man (1992)
- Berserker Kill (1993)
- Berserker Fury (1997)
- Shiva in Steel (1998)
- Berserker Star (2003)
- Berserker Prime (2003)
- Rogue Berserker (2005)

## 訳書
日本ではハヤカワ文庫SF（白背）から加藤直之のイラスト（カバー表紙・口絵・挿絵）で、3冊目までが刊行されている。

### バーサーカー 皆殺し軍団
岡部宏之訳。1973年刊。
シリーズ2冊目で初長編（正確には、中篇三本を三部構成の長編に書きなおした作品）。日本では刊行順序が変わり、1冊目となった（ただし短編の雑誌掲載よりは遅い）。惑星サーゴルでの戦いを描く。また、惑星サーゴルはタイムトラベルが可能な惑星であるため、タイムトラベルSFでもある。
短編の雑誌掲載時のイラストレーターは異なるので、本書は加藤直之による初のバーサーカーである。カバーにはバーサーカーの本体が大きく描かれている。
なお、本作のみバーサーカーが「狂戦士」と訳されている。

### バーサーカー 赤方偏移の仮面
浅倉久志・岡部宏之訳。1980年刊。一部は『SFマガジン』初出。原書では初の単行本だが、日本では刊行順序が変わり2冊目となった。
シリーズ最初期の短編を収録しており、最初の作品「無思考ゲーム」Without a Thought を1作目に収録している。『イフ』誌の別冊アンソロジー『Worlds of If』1963年1月号に Fortress Ship として発表され、短編集収録時に改題された。日本では『SFマガジン』1969年7月号に訳出され、日本語でも最初の作品である。日本語版の表題作となっている「赤方偏移の仮面」は、エドガー・アラン・ポーの短編「赤死病の仮面」を元にしている。
1. 無思考ゲーム Without a Thought (1963、雑誌掲載時 Fortress Ship「宇宙要塞」)『SFマガジン』1969年7月号
2. グッドライフ Good Life (1963)『SFマガジン』1977年6月号
3. 理解者 Patron of the Arts (1965)『SFマガジン』1969年9月号
4. 和平使節 The Peacemaker (1964)
5. 宇宙の岩場 Stone Place (1965)『SFマガジン』1978年10月号
6. Tとわたしのしたこと What T And I Did (1965)
7. 道化師 Mr. Jester (1966)
8. 赤方偏移の仮面 Masque of the Red Shift (1965) 『SFマガジン』1970年3月号
9. 狼のしるし Sign of the Wolf (1965)
10. 軍神マルスの神殿にて In the Temple of Mars (1966)
11. 深淵の顔 The Face of the Deep (1966)

### バーサーカー 星のオルフェ
浅倉久志・岡部宏之訳。1990年刊。一部は『SFマガジン』初出。
1. 微笑 The Smile (1977)
2. 圧力 Pressure (1977)
3. アンコール・アペイロンの消滅 The Annihilation of Angkor Apeiron (1977)
4. 機械の誤算 Inhuman Error (1974) 『SFマガジン』1989年2月号
5. テンプル発光体事件 Some Events at the Templar Radiant (1979)
6. 星のオルフェ Starsong (1968)『SFマガジン』1970年6月号
7. スマッシャー Smasher (1978)
8. ゲーム The Game (1977)
9. 心の翼 Wings out of Shadow (1974)

## 他作品への影響
本作シリーズでセイバーヘーゲンが産み出した古代宇宙文明の殺戮機械「バーサーカー」は、魅力的な存在であり、類似の設定の存在が（あるいは「バーサーカー」という名称のまま）、のちのSF作品にもさかんに用いられるようになった。SFゲームにおいても、敵や第三勢力としてしばしば登場する。

### バーサーカー（あるいは類似の存在）が登場する作品
- スタートレック（宇宙大作戦） (当該エピソードは1967)「はるか昔別の銀河系で作られ、創造者が滅びた今なお惑星を破壊し続けている無人最終兵器」が登場する（邦題は「宇宙の巨大怪獣」）。
- 『無敵超人ザンボット3』(1977–1978) ありがちなスーパーロボット風の侵略宇宙人と思われていたバンドックの黒幕（=コンピューター・ドール8号）は、実はバーサーカー的存在（の一つ）でしかなかった。
- 『超時空世紀オーガス』(1983–1984) 「混乱時空」を構成する複数の平行世界の一つ「ムー」では機械が反逆して創造主である人類を絶滅させており、機械の軍団は別の平行世界の人類をも絶滅せんと攻撃を仕掛ける。
- あさりよしとお『宇宙家族カールビンソン』(1984–) レギュラーキャラクターの1人（1体）「パーカー」。ただし、共通点は意思疎通が困難な点と外見（日本語版のカバー絵に類似）にとどまる。
- ゆうきまさみ『究極超人あ〜る』(1985–1987)  物語終盤で、世界征服をたくらむ科学者・成原成行が大量に作ったロボット「狂戦士（バーサーカー）」。
- 星野之宣『STAR FIELD』『メガクロス』 (1986)
- デイヴィッド・ブリンのSF『知性化戦争』(1987) の中で、実質的ヒーローであるネオチンパンジーのファイベン・ボルジャーが、天才女性ネオチンパンジーのゲイレット・ジョーンズがライブラリーから得た知識として語る機械種族の海賊を称して「バーサーカーか？」と発言し、ゲイレットから「古いSFの読みすぎ！」と突っ込まれるシーンがある。
- グレッグ・ベア『天空の劫火』(1987) 作中に登場する惑星ごと破壊する機械について登場人物達の口からフレッド・セイバーヘーゲンのバーサーカーの名前が挙げられている[3]。
- 『ディガンの魔石』(1988) スタジオぬえ原作、アーテック制作のRPGで、美術監督・イラスト原画として加藤直之がかかわっており、バーサーカーの名称の外見も類似した敵キャラクターが出てくる。それ以外の性質は特に反映されていない。
- たかしげ宙原作、皆川亮二画『スプリガン』 (1989–1996)
- 山本弘『サイバーナイト』シリーズ (1990–1992)
- 笹本祐一『ARIEL』(カセット文庫版 1992) バーサーカーと書いて「無人戦艦」と読ませ、そのタチの悪さが嫌われている。また登場人物の「クレスト・セイバーハーゲン」の名も、恐らくセイバーヘーゲンから。
- 神坂一『ロスト・ユニバース』 (1992–1999)
- 吾妻ひでお『銀河放浪』(1995–1997)
- テーブルトークRPG『アルシャード』(初版2002) ウェストリ王国の王都ハイウェストリ攻防戦の最中に出現し、一帯の生命体を無差別殲滅した戦闘機械の名として「バーサーカー」が登場する。またリプレイ「翼の折れた愛と青春」(2011) にも本作品をモチーフにしたキャラクターが登場する。
- 『ウルトラマンマックス』(当該エピソードは2006) 最後の敵バーサークシリーズは、自己進化･自己改良・再襲来というバーサーカーそのものの戦いぶりを見せた。
- 木々津克久『フランケン・ふらん』 (2008-2012)